# Diafora
La diafora (dal greco diá, «attraverso», e phérō, «porto»), detta anche distinctio, è una figura retorica di significato che si presenta quando una parola viene ripetuta all'interno di una frase, con cambiamento o enfatizzazione di significato.
È simile alla aequivocatio, in cui vengono ripetute parole diverse che hanno lo stesso suono (per esempio "amare" come infinito di "amo" e come plurale femminile di "amaro"), e all'antanaclasi, dai latini differenziata, ma oggigiorno indicante il medesimo espediente retorico.
Ci sono due tipi di diafora: una prevede un cambiamento del senso della parola, l'altra prevede l'enfatizzazione del senso della parola stessa.

## Esempi
Cambiamento di senso:
- Quell'arte che fa parer uomini gli uomini (Leopardi)
- Il cuore ha le sue ragioni che la ragione non conosce (Pascal)

Enfatizzazione di senso:
- Gli affari sono affari
- La mattina seguente Don Rodrigo si destò Don Rodrigo (Manzoni).
- Qual che tu sii, od ombra od omo certo! / Rispuosemi: «Non omo, omo già fui» (Dante).